# Campionati del mondo di atletica leggera 2017 - Staffetta 4×400 metri maschile
Le gare della staffetta 4×400 metri maschile si sono svolte tra il 12 e il 13 agosto 2017.

## Podio
| Pos.    | Nazione                                                                           | Tempo   |
| ------- | --------------------------------------------------------------------------------- | ------- |
| Oro     | Trinidad e Tobago Jarrin Solomon, Jereem Richards, Machel Cedenio, Lalonde Gordon | 2'58"12 |
| Argento | Stati Uniti Wilbert London, Gil Roberts, Michael Cherry, Fred Kerley              | 2'58"61 |
| Bronzo  | Gran Bretagna Matthew Hudson-Smith, Rabah Yousif, Dwayne Cowan, Martyn Rooney     | 2'59"00 |

## Situazione pre-gara

### Record
Prima di questa competizione, il record del mondo (WR) e il record dei campionati (CR) erano i seguenti.
| Record                | Prestazione | Atleta                                                                   | Data                               | Competizione              |
| --------------------- | ----------- | ------------------------------------------------------------------------ | ---------------------------------- | ------------------------- |
| Record mondiale       | 2'54"29     | Stati Uniti Andrew Valmon, Quincy Watts, Harry Reynolds, Michael Johnson | 22 agosto 1993 Stoccarda, Germania | Campionati del mondo 1993 |
| Record dei campionati | 2'54"29     | Stati Uniti Andrew Valmon, Quincy Watts, Harry Reynolds, Michael Johnson | 22 agosto 1993 Stoccarda, Germania | Campionati del mondo 1993 |

### Campioni in carica
I campioni in carica, a livello mondiale e olimpico, erano:
| Campione | Atleta                                                                  | Prestazione | Data                                   | Competizione               |
| -------- | ----------------------------------------------------------------------- | ----------- | -------------------------------------- | -------------------------- |
| Olimpico | Stati Uniti Arman Hall, Tony McQuay, Gil Roberts, LaShawn Merritt       | 2'57"30     | 20 agosto 2016 Rio de Janeiro, Brasile | Giochi della XXX Olimpiade |
| Mondiale | Stati Uniti David Verburg, Tony McQuay, Bryshon Nellum, Lashawn Merritt | 2'57"82     | 30 agosto 2015 Pechino, Cina           | Campionati del mondo 2015  |

## Risultati

### Batterie
Le batterie di qualificazione si sono tenute il 12 agosto 2017, suddivise in due turni:
| Batteria           | 1     | 2     |
| ------------------ | ----- | ----- |
| Orario di partenza | 11:50 | 12:00 |
| Photo finish       |       |       |

Qualificazione: i primi tre di ogni serie (Q) e i due tempi migliori tra gli esclusi (q) si qualificano alle finali.
| Pos. | Batteria | Corsia | Nazione           | Atleti                                                              | Tempo   | Note                                     |
| ---- | -------- | ------ | ----------------- | ------------------------------------------------------------------- | ------- | ---------------------------------------- |
| 1    | 2        | 9      | Stati Uniti       | Wilbert London, Bryshon Nellum, Michael Cherry, Tony McQuay         | 2'59"23 | Q,                                       |
| 2    | 2        | 8      | Trinidad e Tobago | Renny Quow, Jereem Richards, Machel Cedenio, Lalonde Gordon         | 2'59"35 | Q,                                       |
| 3    | 2        | 3      | Belgio            | Dylan Borlée, Jonathan Borlée, Robin Vanderbemden, Kévin Borlée     | 2'59"47 | Q,                                       |
| 4    | 2        | 6      | Gran Bretagna     | Rabah Yousif, Dwayne Cowan, Jack Green, Martyn Rooney               | 3'00"10 | q,                                       |
| 5    | 2        | 4      | Francia           | Ludvy Vaillant, Thomas Jordier, Mamoudou Hanne, Teddy Atine-Venel   | 3'00"93 | q,                                       |
| 6    | 1        | 9      | Spagna            | Óscar Husillos, Lucas Búa, Darwin Echeverry, Samuel García          | 3'01"72 | Q,                                       |
| 7    | 1        | 7      | Polonia           | Kajetan Duszyński, Łukasz Krawczuk, Tymoteusz Zimny, Rafał Omelko   | 3'01"78 | Q,                                       |
| 8    | 1        | 5      | Cuba              | William Collazo, Adrian Chacón, Leandro Zamora, Yoandys Lescay      | 3'01"88 | Q,                                       |
| 9    | 1        | 8      | Giamaica          | Peter Matthews, Steven Gayle, Jamari Rose, Rusheen McDonald         | 3'01"98 | Miglior prestazione personale stagionale |
| 10   | 1        | 3      | India             | Kunhu Muhammed, Amoj Jacob, Mohammad Anas, Arokia Rajiv             | 3'02"80 | Miglior prestazione personale stagionale |
| 11   | 1        | 4      | Bahamas           | Alonzo Russell, Michael Mathieu, O'Jay Ferguson, Ramon Miller       | 3'03"04 | Miglior prestazione personale stagionale |
| 12   | 1        | 2      | Colombia          | Jhon Alexander Solís, Diego Palomeque, Yilmar Herrera, Jhon Perlaza | 3'03"68 | Miglior prestazione personale stagionale |
| 13   | 2        | 5      | Brasile           | Lucas Carvalho, Alexander Russo, Anderson Henriques, Hugo de Sousa  | 3'04"02 | Miglior prestazione personale stagionale |
| 14   | 2        | 7      | Botswana          | Onkabetse Nkobolo, Baboloki Thebe, Nijel Amos, Karabo Sibanda       | 3'06"50 |                                          |
| 15   | 2        | 2      | Giappone          | Kentarō Satō, Yuzo Kanemaru, Kazushi Kimura, Kosuke Horii           | 3'07"29 |                                          |
| 16   | 1        | 6      | Turchia           | Ahmet Kasap, Batuhan Altıntaş, Mahsum Korkmaz, Yavuz Can            | 3'15"45 |                                          |

### Finale
La finale si è svolta il 13 agosto 2017 alle ore 22:20.
| Pos.    | Corsia | Nazione           | Atleti                                                             | Tempo   | Note                                                       |
| ------- | ------ | ----------------- | ------------------------------------------------------------------ | ------- | ---------------------------------------------------------- |
| Oro     | 7      | Trinidad e Tobago | Jarrin Solomon, Jereem Richards, Machel Cedenio, Lalonde Gordon    | 2'58"12 | Miglior prestazione mondiale stagionale · Record nazionale |
| Argento | 4      | Stati Uniti       | Wilbert London, Gil Roberts, Michael Cherry, Fred Kerley           | 2'58"61 | Miglior prestazione personale stagionale                   |
| Bronzo  | 3      | Gran Bretagna     | Matthew Hudson-Smith, Rabah Yousif, Dwayne Cowan, Martyn Rooney    | 2'59"00 | Miglior prestazione personale stagionale                   |
| 4       | 9      | Belgio            | Robin Vanderbemden, Jonathan Borlée, Dylan Borlée, Kévin Borlée    | 3'00"04 |                                                            |
| 5       | 6      | Spagna            | Óscar Husillos, Lucas Búa, Darwin Echeverry, Samuel García         | 3'00"65 | Record nazionale                                           |
| 6       | 8      | Cuba              | William Collazo, Adrian Chacón, Osmaidel Pellicier, Yoandys Lescay | 3'01"10 | Miglior prestazione personale stagionale                   |
| 7       | 5      | Polonia           | Kajetan Duszyński, Rafał Omelko, Łukasz Krawczuk, Tymoteusz Zimny  | 3'01"59 | Miglior prestazione personale stagionale                   |
| 8       | 2      | Francia           | Ludvy Vaillant, Thomas Jordier, Mamoudou Hanne, Teddy Atine-Venel  | 3'01"79 |                                                            |